# Islanda ai Giochi della XXV Olimpiade
L'Islanda partecipò ai Giochi della XXV Olimpiade, svoltisi a Barcellona, Spagna, dal 25 luglio al 9 agosto 1992, con una delegazione di 27 atleti impegnati in sei discipline.